# Miracle on Ice

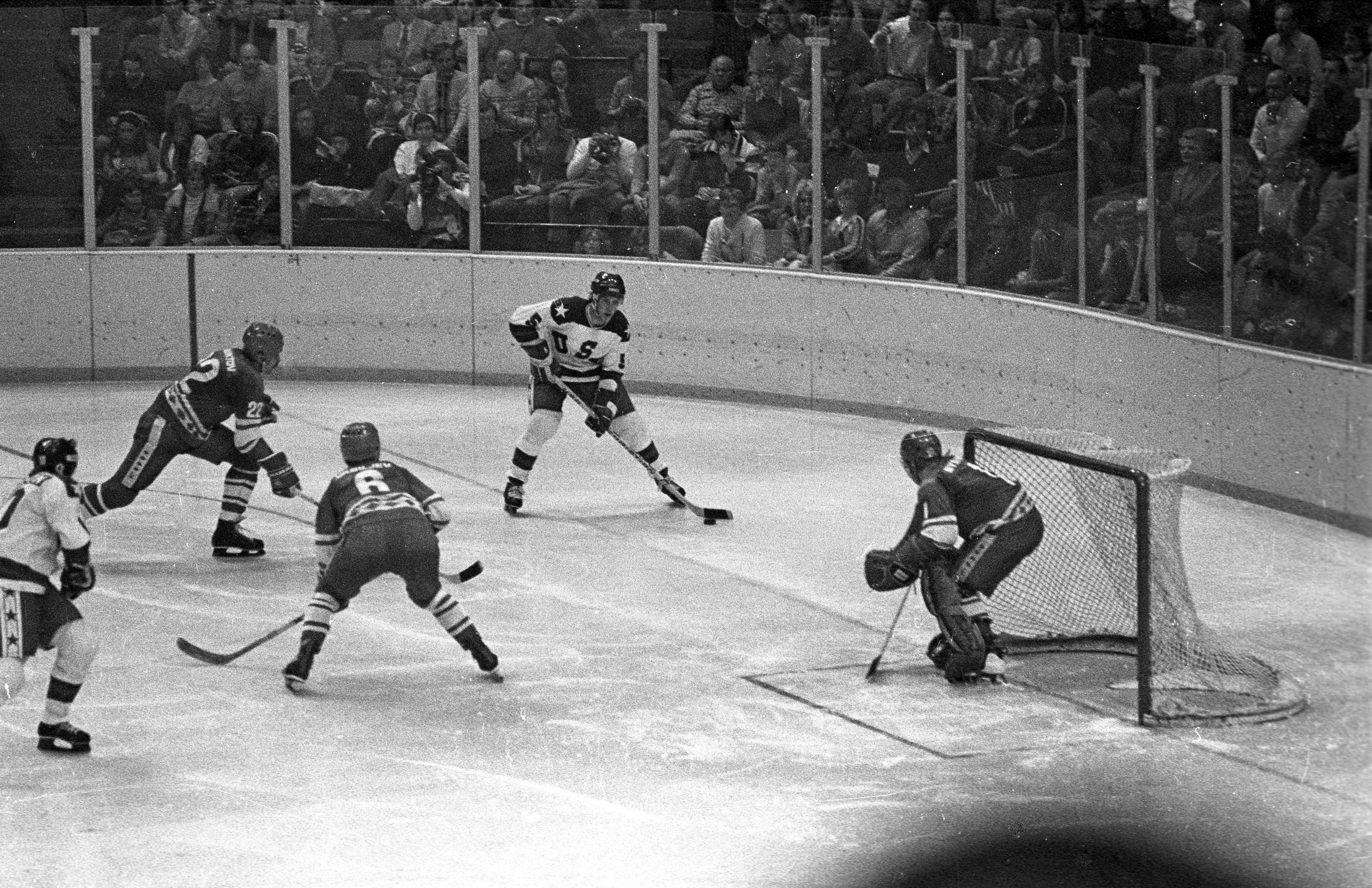
Miracle on Ice

Miracle on Ice ('wonder op het ijs') is een bijnaam voor de ijshockeywedstrijd tussen de Sovjet-Unie en de Verenigde Staten op de Olympische Spelen van 1980 in Lake Placid. De wedstrijd werd gespeeld tijdens de hoogtijdagen van de Koude Oorlog waarbij de Sovjet-Unie en de Verenigde Staten lijnrecht tegenover elkaar stonden in politiek opzicht. De Verenigde Staten wonnen de wedstrijd met 4-3, wat gezien werd als een enorme verrassing aangezien het Sovjetteam 5 van de laatste 6 gouden medailles won op het Olympische ijshockeytoernooi en dus ook zwaar favoriet was.

## Vooraf
Deelnemers aan het Olympische ijshockeytoernooi mochten enkel voortkomen uit de amateurdivisies van een deelnemend land. De Sovjetcompetitie, die algemeen beschouwd werd als zeer hoogstaand en ver boven het niveau van de amateurdivisies uitstak van de Noord-Amerikaanse competities, was officieel toegelaten tot het Olympisch toernooi. De Sovjet-Unie had zich geprofileerd als een zeer dominant ijshockeyland dat 5 van de laatste 6 toernooien met goud afsloot. De stroeve relatie tussen de Sovjet-Unie en de Verenigde Staten, inclusief embargo’s op atleten, maakte het onmogelijk voor Russische sporters om uit te komen voor Noord-Amerikaanse teams. Hoewel Russische spelers officieel amateurs waren, speelden zij in eigen land op een veel hoger niveau dan Noord-Amerikaanse amateurs. De Verenigde Staten werd gedwongen enkel amateurs te gebruiken voor het toernooi, waardoor het team voornamelijk bestond uit spelers van zogenaamde collegeteams, spelers van universiteitsclubs.

## Wedstrijd
De Sovjet-Unie kwam vroeg op voorsprong in de wedstrijd en domineerde de gehele wedstrijd. Zo had de Sovjet-Unie 39 schoten op doel, veel meer dan de 16 schoten die de Verenigde Staten afvuurde. Aan het einde van de 1e periode stond het 2-2, waarna de coach van de Sovjet-Unie besloot de keeper te wisselen. Vladislav Tretjak, algemeen beschouwd als de beste keeper ter wereld destijds en zelfs een van de beste aller tijden, werd vervangen door Vladimir Mysjkin. De coach (Viktor Tikhonov) gaf jaren later toe dat het de grootste blunder uit zijn carrière was. In de 2e en 3e periode bleef de Sovjet-Unie sterker en stond ook voor het grootste gedeelte van de wedstrijd voor. 10 minuten voor tijd scoorde captain Mike Eruzione voor de VS de 4-3, waarmee ze voor het eerst op voorsprong kwamen. Deze voorsprong werd daarna niet meer uit handen gegeven. In de laatste minuten werd de Sovjet keeper niet naar de kant gehaald voor een extra aanvaller, wat verbazing wekte bij de Amerikaanse spelers. Tikhonov gaf later aan dat het team nooit getraind had op 6 tegen 5 spel en hij daarom "niet geloofde" in het wisselen van de keeper voor een extra aanvaller.

## Nasleep
De strijd om de medailles werd gespeeld in een poule tussen de top vier. De wedstrijd tussen de Verenigde Staten en de Sovjet-Unie vond plaats in de tweede speelronde.
De Sovjet-Unie zouden uiteindelijk zilver winnen in Lake Placid, terwijl de Verenigde Staten goud won na een overwinning op Finland.

## Herkomst bijnaam
De bijnaam Miracle on Ice ontstond nadat de commentator van de wedstrijd op de Amerikaanse televisie riep: "Do you believe in miracles? YES!" ("Geloof jij in een wonder? Ja!") nadat de wedstrijd ten einde was.

## Wetenswaardigheden
- De Nederlandse ijshockeyscheidsrechter Nico Toemen was een van de linesmen tijdens deze wedstrijd.[3]
- In een aflevering van Andere Tijden Sport in 2018 stond Miracle on Ice centraal. Meerdere Nederlandse ijshockey spelers zoals Jack de Heer waren bij de wedstrijd aanwezig en worden geïnterviewd in de aflevering.
- Het Amerikaanse tijdschrift Sports Illustrated gebruikte een foto van juichende spelers op de cover van 3 maart 1980. Behalve de naam van het blad stond er geen tekst op de cover; de enige Sports Illustrated cover ooit zonder bijschrift. In 2014 werd de cover in een lezersverkiezing gekozen tot beste cover aller tijden.